# Кінлох (Міссурі)
Кінлох (англ. Kinloch) — місто (англ. city) в США, в окрузі Сент-Луїс штату Міссурі. Населення — 263 особи (2020).

## Географія
Кінлох розташований за координатами 38°44′18″ пн. ш. 90°19′30″ зх. д. / 38.73833° пн. ш. 90.32500° зх. д. (38.738403, -90.324953).  За даними Бюро перепису населення США в 2010 році місто мало площу 1,88 км², уся площа — суходіл.

## Демографія
Згідно з переписом 2010 року, у місті мешкало 298 осіб у 105 домогосподарствах у складі 67 родин. Густота населення становила 158 осіб/км².  Було 177 помешкань (94/км²).
Расовий склад населення:
| - 94,6 % — чорних або афроамериканців - 3,4 % — білих - 0,7 % — азіатів - 0,3 % — корінних американців |

До двох чи більше рас належало 1,0 %. Частка іспаномовних становила 0,0 % від усіх жителів.
За віковим діапазоном населення розподілялося таким чином: 31,9 % — особи молодші 18 років, 61,4 % — особи у віці 18—64 років, 6,7 % — особи у віці 65 років та старші. Медіана віку мешканця становила 31,8 року. На 100 осіб жіночої статі у місті припадало 87,4 чоловіків;  на 100 жінок у віці від 18 років та старших — 88,0 чоловіків також старших 18 років.
Середній дохід на одне домашнє господарство  становив 21 286 доларів США (медіана — 13 125), а середній дохід на одну сім'ю — 24 151 долар (медіана — 16 875). За межею бідності перебувало 57,9 % осіб, у тому числі 80,0 % дітей у віці до 18 років та 33,3 % осіб у віці 65 років та старших.
Цивільне працевлаштоване населення становило 101 осіб. Основні галузі зайнятості: освіта, охорона здоров'я та соціальна допомога — 16,8 %, роздрібна торгівля — 12,9 %, виробництво — 12,9 %.